# Maximilian Haas
Maximilian Haas (ur. 7 grudnia 1985 we Freising) – niemiecki piłkarz występujący na pozycji obrońcy.

## Kariera
Haas treningi rozpoczął w amatorskim zespole SE Freising. Od 2003 roku reprezentował także barwy jego pierwszej drużyny, grającej w szóstej lidze. W 2007 roku przeszedł do rezerw Bayernu Monachium, występujących w Regionallidze Süd. W 2011 roku odszedł do angielskiego Middlesbrough z Championship. Zadebiutował tam 26 lutego 2011 roku w przegranym 0:3 pojedynku z Queens Park Rangers. W barwach Middlesbrough rozegrał dwa spotkania. W połowie 2011 roku odszedł z tego klubu.
W styczniu 2012 roku Haas podpisał kontrakt z portugalskim zespołem União Leiria. W Primeira Liga pierwszy mecz zaliczył 12 lutego 2012 roku przeciwko FC Porto (0:4). Do końca sezonu 2011/2012 w barwach Leirii zagrał 12 razy. W połowie 2012 roku przeszedł do innego klubu Primeira Liga, SC Braga.